# Norton Internet Security
Norton Internet Security (NIS) è un programma per computer di Symantec che fornisce protezione dalle minacce di internet.
Uscito la prima volta nel 2000, è disponibile per Windows e macOS. Include protezione antivirus e antispyware, firewall bidirezionale, antiphishing, antispam e parental control.
L'ultima versione è Norton Internet Security 2014.